# Psiquiatría
La psiquiatría o siquiatría (del antiguo griego ψυχή [psyché] ‘alma’, ‘espíritu vital’, ‘mente’, y ἰατρεία [iatréia] ‘curación’) es la especialidad médica dedicada al estudio de los trastornos mentales con el objetivo de prevenir, evaluar, diagnosticar, tratar y rehabilitar a las personas con trastornos mentales, y asegurar la autonomía y la adaptación del individuo a las condiciones de su existencia. 
La evaluación psiquiátrica inicial de una persona comienza con la elaboración de una historial del caso y la realización de un examen del estado mental. Pueden realizarse exploraciones físicas, pruebas psicológicas y pruebas de laboratorio. En ocasiones, se realizan neuroimagen u otros estudios neurofisiológicos. Los trastornos mentales se diagnostican de acuerdo con manuales de diagnóstico como la Clasificación Internacional de Enfermedades (CIE), editado por la Organización Mundial de la Salud (OMS), y el Manual Diagnóstico y Estadístico de los Trastornos Mentales (DSM), publicado por la Asociación Estadounidense de Psiquiatría (APA). La quinta edición del DSM (DSM-5), publicada en mayo de 2013, reorganizó las categorías de trastornos y añadió información más novedosa y conocimientos coherentes con la investigación actual.

## Historia

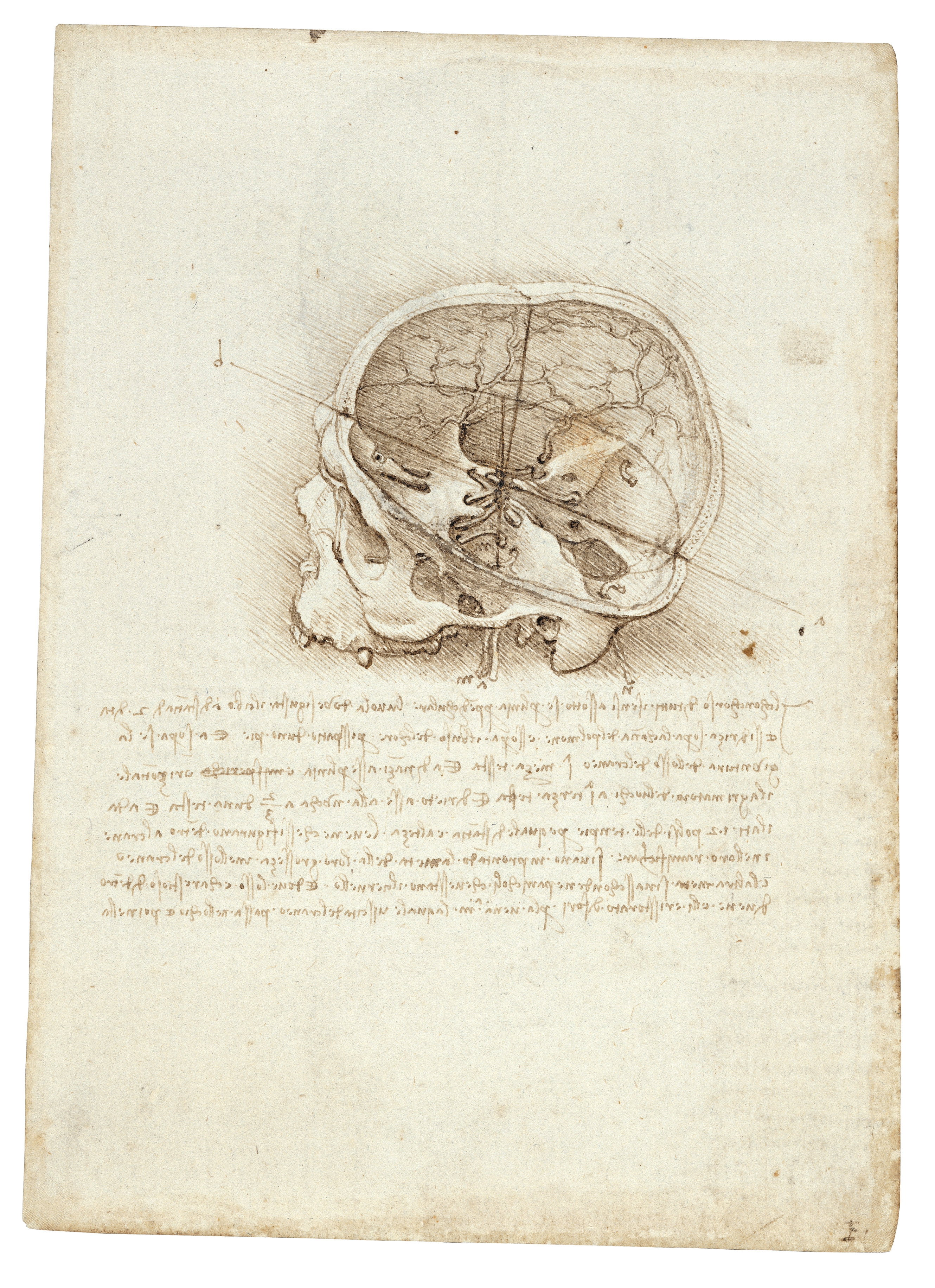
Pintura anatómica del cráneo humano, Leonardo da Vinci.

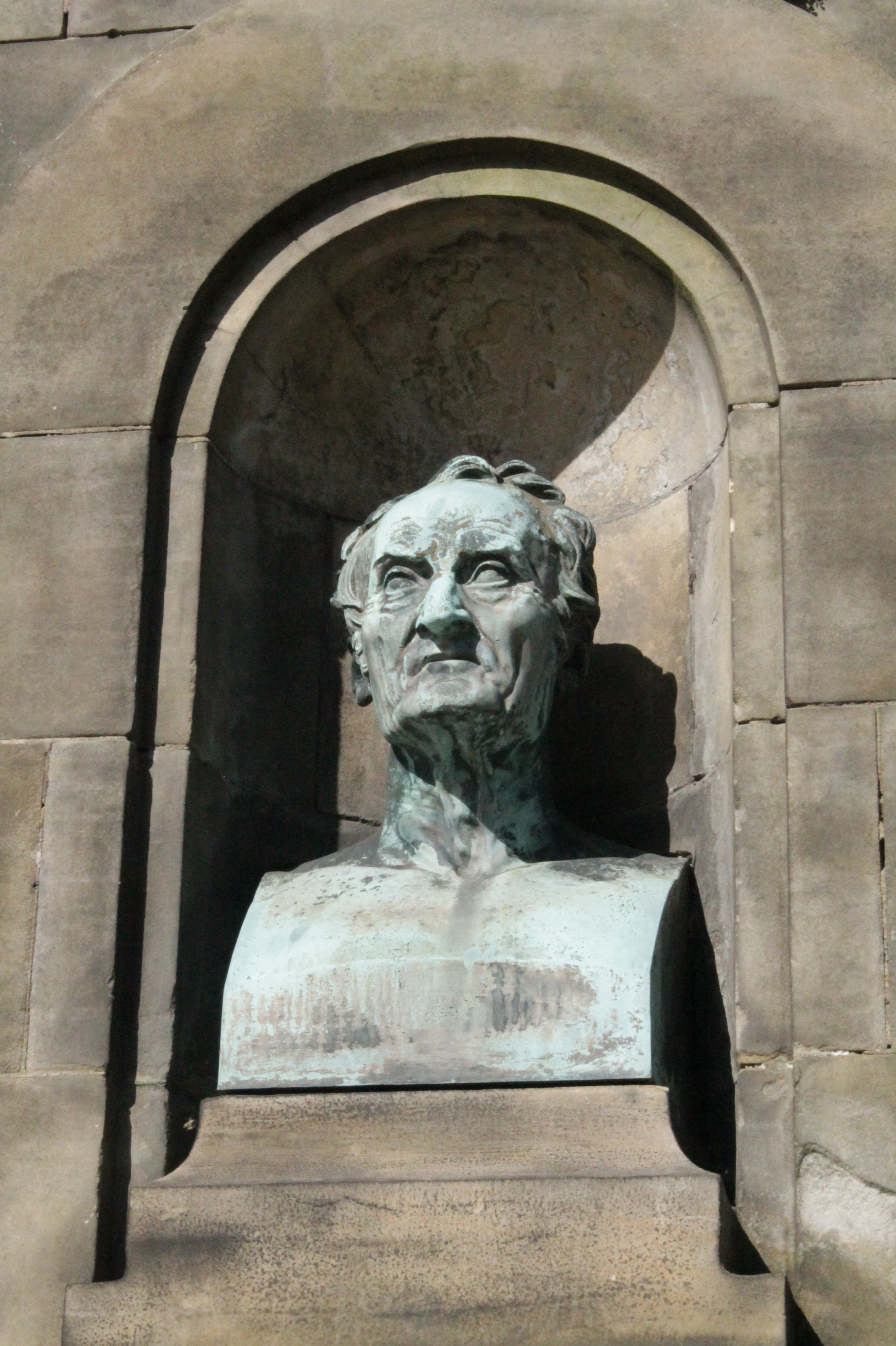
Phillippe Pinel, iniciador de la Psiquiatría como disciplina médica

El estudio objetivo y riguroso de los problemas mentales es relativamente nuevo, aunque existe un acuerdo general que reconoce que hacia finales del siglo XVIII se produce la fundación del campo psiquiátrico.
En el siglo XIX surgió por primera vez el concepto de «enfermedad mental» y la psiquiatría hizo su ingreso definitivo a la medicina. Hasta el siglo XX los enfermos mentales eran recluidos en asilos donde recibían «tratamientos morales» con el fin de disminuir su «confusión mental» y «restituir la razón». En los años treinta se introdujeron varias prácticas médicas controvertidas, incluyendo la inducción artificial de convulsiones (por medio de electroshock, insulina y otras drogas) o mediante cercenar porciones del cerebro (lobotomía o leucotomía). Ambos procedimientos se usaron ampliamente en psiquiatría, pero hubo mucha oposición basadas en cuestionamientos morales, efectos nocivos o mal uso. En los años cincuenta nuevas drogas, especialmente el antipsicótico clorpromazina, fueron diseñadas en laboratorios y gradualmente suplantaron a los tratamientos más controvertidos.

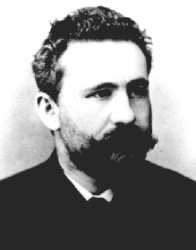
Kraepelin creador de categorías nosográficas que han organizado los criterios diagnósticos en Psiquiatría durante décadas

## Especialidad médica
Como herramienta al servicio del ser humano, la medicina se vale del conocimiento adquirido en su ámbito científico aplicándolo al alivio del sufrimiento mental asociado con los trastornos de la salud mental. La psiquiatría suele adoptar un modelo médico para afrontar los trastornos mentales, pero considera tanto los factores biológicos como psicológicos, socio/culturales y antropológicos. Su objetivo es el estudio de la enfermedad mental, los efectos bioquímicos y ambientales sobre la dinámica del comportamiento y cómo interaccionan con el organismo para enfrentarse al mundo. Según diferentes modelos, su acción puede desarrollarse en un hospital (psiquiatría hospitalaria), en consultas externas (psiquiatría ambulatoria) o en la comunidad (psiquiatría comunitaria).
A diferencia de la neurología (que también es una especialidad médica), la psiquiatría pone en primer plano los padecimientos mentales, y solo recurre a los sustratos biológicos para tratar de entender y solucionar los problemas mentales. Por otro lado, la neurología aborda los padecimientos del sistema nervioso en primer lugar, dejando en segundo plano sus repercusiones psíquicas o mentales. También se ha dicho que la psiquiatría es el punto medio entre la neurología y la psicología, aunque esta última no es una especialidad médica.

## Subespecialidades de psiquiatría
- Adictólogos: Médico especialista en Psiquiatría que realiza un posgrado de subespecialidad o Alta especialidad en manejo de adicciones posterior a 4 años de residencia en psiquiatría general, dicho posgrado consiste en un año de residencia en manejo de adicciones en un Instituto u hospital psiquiátrico que cuente con una clínica de especialidad en adicciones, atendiendo los casos más complejos relacionados con trastornos por uso de sustancias y patología dual, con el respaldo de una universidad reconocida por la facultad de medicina de dicha casa de estudios, con la finalidad de cumplir con los requisitos de conocimiento, destreza, experiencia, investigación así como la aprobación de los exámenes de conocimiento e investigación para la obtención del título. En los Estados Unidos existen dos vías para obtener la subespeciadlidad como adictólogos. Psiquiatra adictólogo (información previa) y médico especialista en adicciones, los requisitos son tener el título de medicina, un título de especialidad médica, posterior a esto dos años de fellowship en medicina de las adicciones (actualmente dicha subespecialidad únicamente está en los Estados Unidos). No es válida la formación a distancia (indispensable cursar un año de residencia en un hospital escuela en el caso de especialistas en psiquiatría y dos años de fellowship para otras especialidades médicas), no son válidos para obtener el título de adictólogos cursos presenciales de corta estancia, indispensable contar con grado académico de Médico y Cirujano.[13]
- psiquiatría de adultos (en los Estados Unidos como especialidad combinada, llamada family-psychiatry)
- psiquiatría de enlace o medicina psicosomática
- psiquiatría infantojuvenil (en los Estados Unidos como especialidad combinada pediatrics-psychiatry)[14]
- psiquiatría geriátrica
- psiquiatría de urgencias (en España, "Experto en emergencias en Salud Mental", no reconocida como especialidad en otros países de la Unión Europea)[15]
- psicofarmacología
- psicopatología: Jaspers propone una delimitación entre la profesión práctica de la Psiquiatría y el estudio científico de la misma, a la cual denomina "Psicopatología". Considera que la primera trata al ser humano de diversos modos (atención, custodia, curación, etc.), mientras que la segunda se dedica al estudio conceptual de los fenómenos sobre los cuales opera la Psiquiatría práctica.[16]
- psiquiatría biológica
- psiquiatría transcultural
- psiquiatría psicodinámica
- sexología (otras disciplinas también pueden tener como objeto de estudio la sexología)
- trastornos del estado de ánimo y clínica de ansiedad
- trastornos del sueño (medicina del sueño)
- neuropsiquiatría

En los Estados Unidos, la psiquiatría es una de las especialidades que califican para la formación superior y certificación en neurofisiología, medicina del dolor, medicina paliativa y medicina del sueño.
- Salud Mental Femenina

## Campo clínico de actuación
Las categorizaciones que se usan en psiquiatría tienen directa relación con la noción de enfermedad mental. Esta denominación ha caído en desuso en el ambiente académico y profesional, debido a la carga de estigmatización que implica la etiquetación de "enfermo mental" y a que los problemas mentales comparten elementos etiológicos, nosológicos y fenomenológicos del resto de las enfermedades, prefiriéndose así la denominación trastorno mental, e incluso esta palabra carece de validez científica "mente" y existe una tendencia a ser cambiada por "conducta" ya que esta última si se puede cuantificar y estudiar objetivamente.
La Organización Mundial de la Salud publica el Manual de Clasificación de las Enfermedades (CIE-10), uno de cuyos apartados (apartado F) está dedicado especialmente a los trastornos mentales, más utilizado en Europa. Sin embargo, dentro del escenario clínico mundial, también se utiliza el Manual diagnóstico y estadístico de los trastornos mentales (DSM-V), publicado por la Asociación Estadounidense de Psiquiatría, especialmente en el continente americano.

## Tratamientos
Los tratamientos psiquiátricos suelen dividirse en dos tipos: biológicos y psicoterapéuticos.
- Los biológicos son aquellos que actúan a nivel bioquímico en el cerebro del paciente, como es el caso de los medicamentos. Los fármacos psicotrópicos son el tratamiento biológico más común utilizado en la actualidad.

- Los psicoterapéuticos son aquellos que se valen de técnicas como la psicoterapia para mejorar la condición del paciente. Sin embargo, la psicoterapia es una aplicación de la psicología (en particular del área de la psicología clínica), útil en el tratamiento de trastornos de salud mental o mejor llamados salud comportamental. Algunos psiquiatras, luego de su postgrado, deciden especializarse en una o más corrientes terapéuticas: las terapias cognitivo-conductuales, la terapia sistémica, la terapia psicodinámica o psicoanalítica, la psicología humanista, la terapia Gestalt. Sin embargo, las universidades y centros de preparación de postgrado han ido reconociendo paulatinamente la necesidad de un estudio disciplinado de la psicoterapia durante los años de formación regular como parte del entrenamiento regular del psiquiatra.

## Psiquiatras famosos
Algunos psiquiatras famosos son: Julián de Ajuriaguerra, Juan José Barcia Goyanes, Eugen Bleuler, Honorio Delgado, Henri Ey, Viktor Frankl, Karl Jaspers, Carl Gustav Jung, Eric Kandel, Alois Alzheimer, Emil Kraepelin, Fritz Perls, Juan José López Ibor, Leo Kanner, Emilio Mira y López, Hans Asperger, Egas Moniz, Braulio Moyano, Philippe Pinel, Kurt Schneider, Elisabeth Kübler-Ross, Fernando Jiménez del Oso, Irvin D. Yalom, Diego Peretti,  Jimena Ramos.

## Psiquiatría y psicología: ciencias hermanas
En su dimensión práctica, la psiquiatría es ejercida por médicos y la psicología es una formación universitaria independiente ejercida por psicólogos. La psiquiatría tiene como elementos fundamentales: la prevención, el diagnóstico y el tratamiento de trastornos mentales. La psicología se ocupa del estudio del comportamiento de los seres humanos. 
Es correcto escribir también siquiatría y sicología, si bien, en la lengua culta se prefiere su escritura con “ps”.

## Áreas de lapsicología
La psicología debido a su amplio objeto de estudio tiene sub áreas divididas en Psicología Clínica, Psicología Jurídica, Psicología Organizacional, Psicología Educacional, Psicología Policial-Militar, Psicología del Deporte, Psicología Social-Comunitaria, Psicología del Adulto Mayoor, Psicología de las Emergencias y Desastres, Psicología de la Familia, Psicología de las Adicciones, Psicología Económica, Psicología Ambiental, Psicología Penitenciaria, Sexología, Psicología del Consumidor, Psicología Publicitaria, Neuropsicología y Psicología Política.
En lo propiamente científico, la medicina y la psicología son dos ciencias diferentes con objetos de estudio distintos, pero que se superponen entre sí. Lo único comparable entre la psicología y psiquiatría es una sub área de la psicología llamada psicología clínica siendo esta solo una pequeña parte del gran campo de estudio de la psicología. Es frecuente la colaboración entre psicólogos y psiquiatras, ya que en el tratamiento de varias patologías se deben aplicar terapias conductuales y medicación para obtener la mejor eficacia.
La diferencia entre psiquiatría y psicología radica básicamente en que los profesionales de esta última rama no recetan tratamientos con medicamentos, cosa que sí hacen los primeros por ser médicos.

## Psiquiatra como testigo y como perito

### Como testigo
- Informa de lo que sabe por conocer a la persona y de su conocimiento sobre un determinado tema psicológico o psiquiátrico.
- No tiene la necesidad de conocer todo el caso.
- No expone su opinión ni da posibles conclusiones.
- Tiene la obligación de mantener el secreto médico.

### Como perito
- Debe hacer un dictamen.
- Deberá dar, generalmente, recomendaciones basadas en sus conclusiones.
- El juez, en última instancia tomará la decisión y valorará la influencia de la enfermedad psiquiátrica en la decisión del tribunal.